# 빌리 엥글

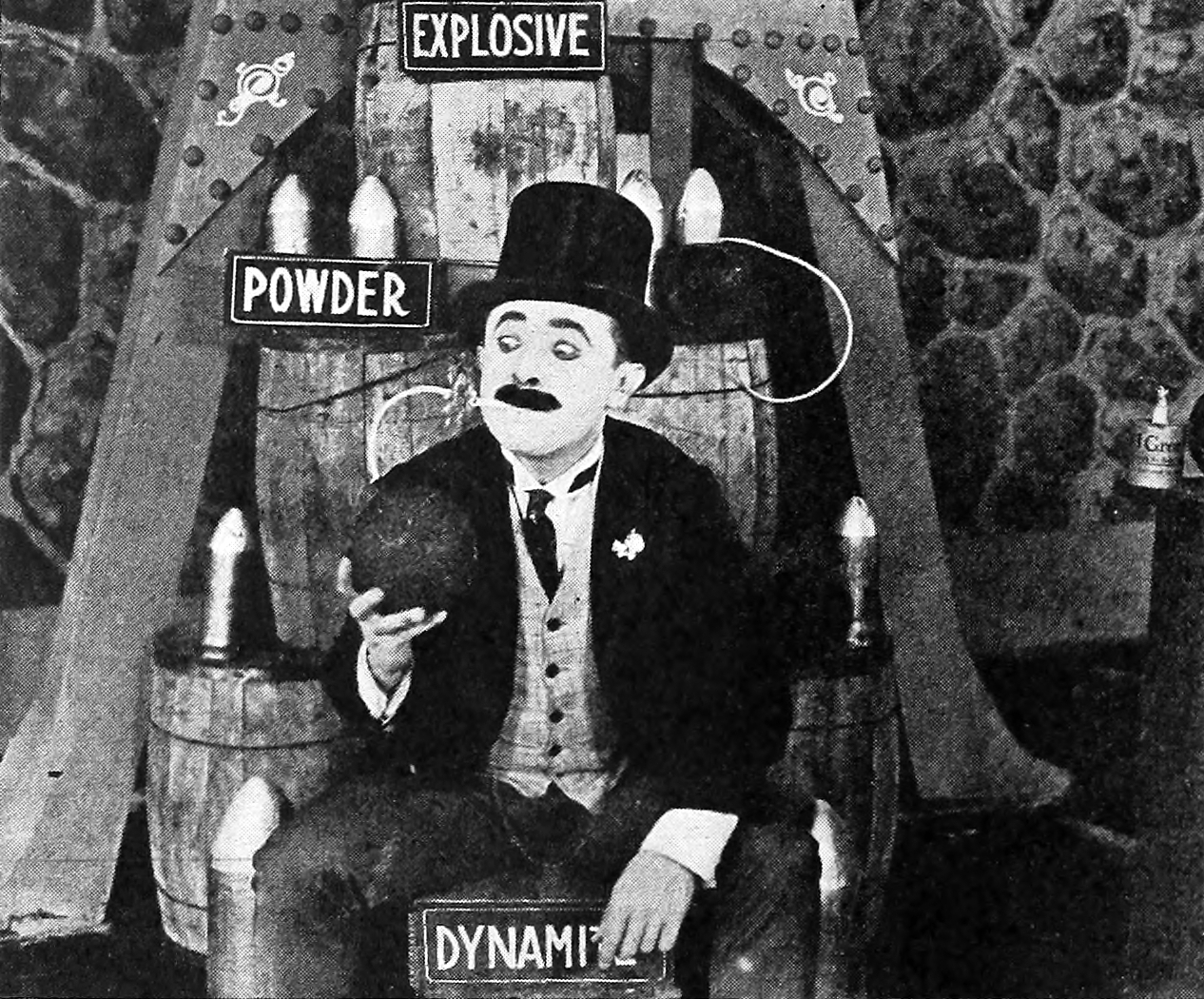

빌리 엥글(Billy Engle, 1889년 5월 28일 ~ 1966년 11월 28일)은 오스트리아의 배우이다.
오스트리아에서 태어났으며 할리우드에서 사망하였다. 사인은 심근 경색이다. 할리우드 포에버 공동묘지에 매장되었다.

## 영화
- 마이 페이버릿 스파이 (1951년)
- BF의 딸 (1948년)
- 더 베스트 이어스 오브 아워 리브스 (1946년) - 커스터머 역
- 어롱 케임 존스 (1945년)
- 미트 더 피플 (1944년)
- 투 걸즈 온 브로드웨이 (1940년)
- 마리 앙투아네트 (1938년)
- 더 빅 브로드캐스트 오브 1936 (1935년)
- 바르바리 해안 (1935년)
- 이것이 선물 (1934년)
- 고양이와 카나리아 (1927년)